# Dysdera lancerotensis
Dysdera lancerotensis är en spindelart som beskrevs av Simon 1907. Dysdera lancerotensis ingår i släktet Dysdera och familjen ringögonspindlar.
Artens utbredningsområde är Kanarieöarna. Inga underarter finns listade i Catalogue of Life.